# Cucut capnegre
El cucut capnegre (Microdynamis parva) és una espècie d'ocell de la família dels cucúlids (Cuculidae) i única espècie del gènere Microdynamis (Salvadori, 1878). Habita la selva humida de Nova Guinea i l'Arxipèlag D'Entrecasteaux.